# Znanstvenofantastični roman
Znánstvenofantástični román je najbolj pogost tip epskega dela v znanstvenofantastični književnosti. V njem prevladujejo vidiki tehničnega razvoja, vesoljski poleti in znanstvene domneve, mdr. obstoj vesoljskih bitij, nezemeljskega življenja.

## Definicija žanra
V okviru znanstvene fantastike nas zanima zgolj le literarna znanstvena fantastika, pri čemer uporabljamo besedo 'literatura' v njenem prvotnem pomenu. Torej mislimo na vso tisto znanstveno fantastiko, ki izhaja natisnjena na papirju, tudi trivialno, izvzemamo pa vse izdelke, ki bi jih lahko kadarkoli označili kot strip.
Žanr se precej prekriva z drugimi literarnimi vrstami (npr. s fantazijo, hororjem, trilerjem idr.) zaradi česar je težko podati preprosto opredelitev žanra. Znanstvenofantastični romani in sam žanr raziskujeta moralna, socialna, intelektualna, filozofska in/ali etična vprašanja, ki niso ravno značilna za vsakdan.  
Problemi nastajajo tudi pri opredelitvi ali knjiga spada pod to zvrst. Še posebej veliko debate je glede razlikovanja med fantazijskim in znanstvenofantastičnim romanom.
Kakor osnovno definicijo pa lahko podamo, da se žanr znanstvene fantastike ukvarja s svetovi in tehnologijo, ki bi lahko obstajali, in se ukvarja z vprašanjem kaj pa če, veliko poudarka je podano na filozofski pogled zakaj, prav tako pa tudi na kdaj v sklopu futuristične zastave, ki je zunaj normale.

## Značilnosti

### Vsebina
Zgodbe raziskujejo moralna, socialna, intelektualna, filozofska in/ali etična vprašanja. Z ustvarjanjem novega sveta se ustvari prostor, ki dovoljuje novosti, izzive in včasih sporne ideje. Spodbuja bralca v drugačno smer razmišljanja, poda drugačno perspektivo, ki pa tudi pomaga pri razumevanju postavitve zgodbe. Predvsem pa postavlja v ospredje pomembnost zgodbe, ideje in domišljije.
Zapleti v znanstvenofantastičnih zgodbah so definirani glede na njihovo zmožnostjo da odprejo bralcu neskončno število možnosti. Večinoma se nanašajo na obstoj drugih svetov in življenja na teh planetih. Taki zapleti lahko vključujejo izbruh smrtonosne bolezni ali virusa, paralelna ali alternativna vesolja in obstoj različnih dimenzij.  Eden izmed klasičnih zapletov je prikaz karakterja, ki ga obsede vesoljsko bitje in tako kontrolira telo in/ali um enega izmed likov.  Pogost element je raziskovanje vesolja ali kolonizacijo novega planeta, večinoma pa lahko spremljamo boje ali pa reševanje civilizacije. Med znane zaplete spada tudi spreminjanje časa oziroma ponavljanje dneva, vse dokler glavni karakterji ne ugotovijo kako to ustaviti.

### Teme
1. Poglavitne teme
Gre za vsesplošne teme kakor npr.kako je nastalo vesolje, prihodnost, zgodovina, alternativne zgodovine, jezik, spolnost, itd.
2. Telesne in duševne spremembe
Kibernetika, kontrola uma, itd.
3. Politične strukture
Kontakt z izvenzemeljskimi bitji, galaktični imperiji, izdaje, itd.
4. Možne prihodnosti
Apokalipsa, postapokaliptično okolje, rasa prihodnosti, končna usoda vesolja, invazija Zemlje, idr.
5. Različna okolja
Kolonizacija vesolja, vesoljska bitja, podzemeljska mesta, idr.
6. Tehnologija
Umetna gravitacija, virtualna resničnost, idr.
7. Potovanja
 Teleportacija, potovanja hitrejša kakor hitrost svetlobe, časovna potovanja, potovanja v središče zemlje, idr.
8. Vrste bitij
Alternativne inteligence, androidi, kloni, idr.

### Okvir zgodbe
Znotraj okvirja zgodbe so predvsem pomembne tehnične in znanstvene podrobnosti, ki prispevajo tako k zgodbi kakor so v pomoč bralcu. Sam okvir romana je lahko raznolik in lahko obsega tako humor (npr. Douglas Adams) kakor temačno in filozofsko atmosfero (npr. Ursula Kroeber Le Guin). Okvir je sugestiven in vizualen, kar izvira iz zlatega obdobja znanstvene fantastike (pozna leta 1930 – 1940), ki je bilo tudi obdobja radia in poslušalci so bili navajeni da se oprejo zgolj na svojo domišljijo, da si zamislijo kraje in karakterje. 

### Slog in jezik
Zaradi raznolikosti v tipih romanov ima skorajda vsak roman svoj slog in jezik. Na primer Kiberpank, ki se je razvil konec 1980, vsebuje pogovorni jezik, poln žargona in je tako pogosto nerazumljiv na prvi pogled. Vendar drugačnost sveta je zasnovana ravno na drugačnosti jezika, ki tako ustvari besedne igre, ki so še ena značilnost Kiberpanka. Slogi pisanja v tem žanru ni enoten in se vseskozi spreminja, da podamo zgled; Octavia E. Butler ima eleganten, liričen slog pisanja, ki je povsem kontrasten, ko se ga primerja s spornim, včasih nepredvidljivim slogom Roberta J. Sawyera

### Ton
Znanstvenofantastični roman je lahko bogat s pridevniki in romantičen, čudaški in živahen ali pa dramatičen in premišljen. Ton lahko zmede ali preusmeri bralca ter ga prisili, da si zamisli določene dogodke v drugačnem kontekstu, predvsem pa ton določa občutek celotnega romana.

### Karakterizacija
Znanstvena fantastika poudarja ideje in postavitev zgodbe, tako da je razvoj karakterjev manj poudarjen, bolj sekundaren. Karakterji morda niso glavna značilnost teh romanov, vendar so liki raznolikih velikosti, oblik, barv, motivov, zgodovin in prepričanj, kakor spolne orientacije. Tako najdemo ljudi, vesoljce, pošasti in hibride ali mutacije vseh treh vrst. Kakor lik v zgodbi se pojavi tudi umetna oziroma računalniška inteligenca, roboti in kiborgi, ki so ali podobni ljudem ali pa odražajo človeško miselnost. Kakor v trilerjih tudi v znanstvenofantastičnih romanih spremljamo razvoj likov skozi nadaljevanja.

### Tempo (hitrost zgodbe)
Tempo se spreminja z vsakim posameznim delom, vendar je navadno vezan na količino in tip akcije, ki jo vsebuje. Akcije v znanstveni fantastiki so lahko psihološke/filozofske (notranje) ali fizične (zunanje). Predpostavka je, da zgodba, ki se osredotoča na notranje akcije poteka počasneje (oziroma se jo tudi počasneje prebira), medtem ko se zgodbe, ki se osredotočajo na zunanje akcije,  odvijajo hitreje. Načeloma je tudi tako, da notranja akcija absorbira bralca v zgodbo, zunanja pa ga vodi skozi celotno knjigo.

## Podžanri
Literarni žanr znanstvene fantastike kakor literarna zvrst je glavni žanr, vendar ker so se začele prekrivati dve ali več splošno opredelje literarni zvrsti in ker so določene teme presegle svoje meje in definicije, so se v znanstveno fantastični literaturi razvili podžanri.
Delimo jih glede na to, s čim se ukvarjajo. In sicer:
1. Znanost
Gre za podžanre, ki se ukvarjajo z znanostjo. Npr. Socialna znanstvenafantastika...
2. Karakterizacija
Npr. Apokaliptična in postapokaliptična znanstvena fantastika, Steampunk, vesoljska opereta...
3. Gibanja
Gre za podžanre, ki se ukvarjajo s politiko, filozofijo in identitetna gibanja. Npr. Krščanska znanstvena fantastika, feministična znanstvena fantastika,...
4. Glede na obdobje v katerem so bili ustvarjeni
Npr. Kiberpank, zlato obdobje znanstvene fantastike, New wave,...
5. Kombinacije več žanrov
Npr. Alternativna zgodovina, znanstvena fantazija, gotična znanstvena fantastika...

## Zgledi romanov
Zaradi raznovrstnosti se za vsak interes najde nek roman. Da samo omenimo nekaj tipov romanov ter tujih in domačih zgledov le zanje. 
- Apokaliptični, postapokaliptični in distopični romani

George Orwell: Tisoč devetsto štiriinosemdeset
Samo Resnik: Zvezde in smetišča
Franc Puncer: Izgubljeni raj
- Romani o vesoljcih

H.G. Wells: Vojna svetov (War of the worlds)
Branko Gradišnik: Raziskovalec
- Klasični znanstvenofantastični romani

Frank Herbert: Dune (slo. Sipina)
Jules Verne: Potovanje v sredino zemlje (Voyage au centre de la Terre)
- Kiberpank romani

William Gibson: Nevromant (Neuromancer)
- Humoristični romani

Douglas Adams: Štoparski vodnik po galaksiji (The Hitchhiker's Guide to the Galaxy)

### Znanstvenofantastični roman v Sloveniji
Glej: Slovenska znanstvena fantastika